# الحملة السكيثية لدارا الأول

صورة توضح خطة تحرك الحملة

كانت الحملة السكيثية لداريوس الأول حملة عسكرية على أجزاء من سكيثيا الأوروبية بقيادة داريوس الأول، ملك الإمبراطورية الأخمينية، في عام 513 قبل الميلاد. كان السكيثيون شعبًا ناطقًا بلغة إيران الشرقية، وغزا منطقة ميديا في شمال غرب إيران، وثار ضد داريوس وهدد بعرقلة التجارة بين آسيا الوسطى وشواطئ البحر الأسود، وعاش بين نهري الدانوب ودون والبحر الأسود. جرت الحملات في أجزاء مما يعرف الآن بالبلقان وأوكرانيا وروسيا الجنوبية.
تمكن السكيثيون من تجنب المواجهة المباشرة مع الجيش الفارسي بسبب أسلوب حياتهم المتنقل وعدم وجود أي تسوية (باستثناء جيلينوس)؛ بينما تكبد الفرس خسائر بسبب إستراتيجية سياسة الأرض المحروقة التي اتبعها السكيثيون. غزا الفرس الكثير من أراضيهم المزروعة وألحقوا الضرر بحلفائهم، فأجبر ذلك السكيثيين على احترام القوة الفارسية. أوقف داريوس التقدم لتعزيز مكاسبه، وبنى خط دفاع له.

## الحملة
عبر داريوس البحر الأسود عبر مضيق البوسفور باستخدام جسر عائم. غزا داريوس أجزاء كبيرة من أوروبا الشرقية، وعبر نهر الدانوب لشن حرب على السكيثيين. غزا داريوس سكيثيا مع قائده ميغابازوس، حيث أفلت السكيثيون من جيش داريوس، مستخدمين الحيل والتراجع شرقُا تزامنًا مع تدميرهم للمناطق الريفية عبر سد الآبار واعتراض القوافل وتدمير المراعي والمناوشات المستمرة ضد جيش داريوس. طارد جيش داريوس الجيش السكيثي داخل الأراضي السكيثية، في ما يُعرف اليوم غالبًا بأوكرانيا، سعيًا للقتال معهم، حيث لم تكن هناك مدن لغزوها ولم تتوافر إمدادات الطعام. أرسل داريوس رسالة إلى حاكم سكيثيا إيدانثيرسوس وهو في حالة إحباط يدعوه فيها للقتال أو الاستسلام.
رد الحاكم أنه لن يقف ويحارب داريوس، إلا إذا وجد الفرس قبور أجداد السكيثيين ودنسوها. استمروا حتى ذلك الحين في مواصلة استراتيجيتهم نظرًا لعدم وجود مدن أو أراض زراعية يخسرونها. كانت حملة داريوس ناجحة نسبيًا حتى ذلك الحين على الرغم من استراتيجيات السكيثيين المراوغة. أدت استراتيجيات السكيثيين إلى خسارة أفضل أراضيهم، وإلحاق الضرر بحلفائهم المخلصين كما قال الكاتب التاريخي هيرودوت. تجسدت الحقيقة بأخذ داريوس زمام المبادرة، واستمر اسطوله بدعمه بالإمدادات أثناء انتقاله شرقًا في أراضي السكيثيين الزراعية وعاش بعيدًا عن الأرض.
استولى داريوس، أثناء تحركه شرقًا في أراضي السكيثيين الأوروبية على جيلينوس، أي مدينة بوديني المحصنة الكبيرة، وأحد حلفاء السكيثيين، وأحرقها.

### قرب نهاية الحملة
أمر داريوس بالتوقف عند ضفاف أواروس حيث بنى «ثمانية حصون كبيرة على بعد ثمانية أميال من بعضها البعض»، وكانت بلا شك بمثابة دفاع حدودي. ذكر كتاب تاريخ كامبريدج القديم: بلاد فارس واليونان وغرب البحر الأبيض المتوسط منذ عام 525 حتى 479 قبل الميلاد أنه من الواضح أن داريوس توسع شرقًا إلى الحد الذي كان ينوي إليه على الأقل في ذلك الوقت. عانى جيش داريوس من خسائر بسبب التعب والحرمان والمرض بعد مطاردة السكيثيين لمدة شهر. يذكر هيرودوت في كتابه «تاريخ هيرودوتس» أن أنقاض الحصون كانت لا تزال موجودة في أيامه. أوقف داريوس التجمع على ضفاف نهر الفولغا وتوجه نحو تراقيا خوفًا من فقدان المزيد من قواته. فشل في إحضار السكيثيين إلى معركة مباشرة، ولم يكن لديه الكثير من الأسباب لتأمين الأراضي المحتلة حتى تمكن من ذلك. استمر داريوس في استلام زمام المبادرة. فشل السكيثيين تمامًا مع استمرار استراتيجيات التهرب من جيش داريوس والأرض التي استمر السكيثيين في حرقها؛ وذلك على الرغم من فشل داريوس أيضًا بسبب عدم قدرته على دفع الوضع إلى مواجهة مباشرة. غزا داريوس ما يكفي من الأراضي السكيثية لإجبار السكيثيين على احترام القوات الفارسية.

## أسباب أخرى وراء غزو نهر الدانوب
شكلت المنطقة بأكملها من وسط تراقيا إلى جورجيا ومن أوكرانيا إلى شمال شرق البحر الأبيض المتوسط منطقة صغيرة ذات مصالح اقتصادية متبادلة بين السكيثيين والتراقيين أو الإيونيين والإيرانيين. توجب على داريوس من الناحية الإستراتيجية رؤية امتداد بعض الشعوب السكيثية من أوكرانيا إلى ما يُعرف اليوم بأوزبكستان، وتشكيلهم سلسلة متصلة من الغزاة البدو الخطرين. لم تعترف السيطرة على البحر الأسود بالانقسامات الدولية أيضًا. كان للفرس والإغريق (الذين عاش الكثير منهم في الإمبراطورية الفارسية، بينما عاش عدد آخر في المستعمرات اليونانية في ما يعرف حاليًا بجنوب أوكرانيا) مصلحة مشتركة في السعي للسيطرة على مصدر صادرات السكيثيين من الذهب والحبوب والجلود والفراء. يذكر كتاب تاريخ كامبريدج القديم كذلك أن كتسياس، وهو طبيب يوناني في البلاط الفارسي في حوالي عام 400 قبل الميلاد، كتب أنه قبل غزو داريوس لأراضي السكيثيين الأوروبية، عبر ساتراب كابادوكيا (ساتراب: اللقب الرسمي لحاكم المقاطعة في الدولة الميدية ثم الفارسية القديمة) الذي يُدعى أريارامنيس البحر الأسود إلى الشمال، وداهم المناطق السكيثية الأوروبية باسطول من ثلاثين جندي، وعاد مع الرجال والنساء السكيثيين، ومن ضمنهم أخ الملك السكيثي.
افترض البعض أن سبب غزوات داريوس كان مجرد تدمير لأراضي السكيثيين، ولكن تشييد جسر فوق مضيق الدردنيل يناقض ذلك، فكان بإمكان اسطوله المتفوق أن نقل القوات بسهولة عندما لم يكن للسكيثيين أي بحرية على الإطلاق.

## تاريخ الغزو
ذكر كتاب تاريخ كامبريدج القديم أنه على الرغم من عدم ذكر هيرودوت لموسم السنة، فكان من الممكن استنتاج ذلك، مع العلم أنه إذا سار داريوس من شوشان في ربيع عام 513، فكان سيصل إلى خلقدون في شهر مايو، وكان سيحشد قواته في الجانب الأوروبي في شهر يونيو، وربما كان سيبدأ في تجاوز نهر الدانوب في أواخر شهر أغسطس.

## التقييم
كانت حملة السكيثيين حاسمة، إذ تخلى الفرس عن محاولة إخضاع السكيثيين الأوروبيين. كان هيرودوت محقًا في تقييمه بأن السكيثيين يدينون بالهروب إلى قدرتهم على التنقل، وافتقارهم إلى المراكز المأهولة، وامتلاكهم مهارة الرماة الخياليين. يذكر أيضًا أن رفضهم الخضوع لبلاد فارس كان بسبب عوامل مثل القوة الاستبدادية للملوك، والكراهية السائدة للأجانب، واعتقاد الرجل العادي بأن قتل الأعداء هو ما يجلب له ولقبيلته الشرف. تعاونت القبائل السكيثية المختلفة مع بعضها البعض، وفازت بدعم الشعوب المجاورة الأخرى أيضًا. أظهروا تأثرهم بالمجتمع أكثر مما أظهرته الدول المدن اليونانية خلال الكثير من الحروب اليونانية الفارسية اللاحقة، وجاء ذلك في كتاب تاريخ كامبريدج القديم.